# Departamento de Transporte de Alabama
El Departamento de Transporte de Alabama (en inglés: Alabama Department of Transportation, ALDOT) es la agencia estatal gubernamental encargada en la construcción y mantenimiento de las carreteras estatales y federales del estado de Alabama. La sede de la agencia se encuentra ubicada en Montgomery, Alabama.